# Jeanette Biedermann
Jeanette Biedermann (Berlino, 22 febbraio 1980) è una cantante e attrice tedesca.

## Biografia

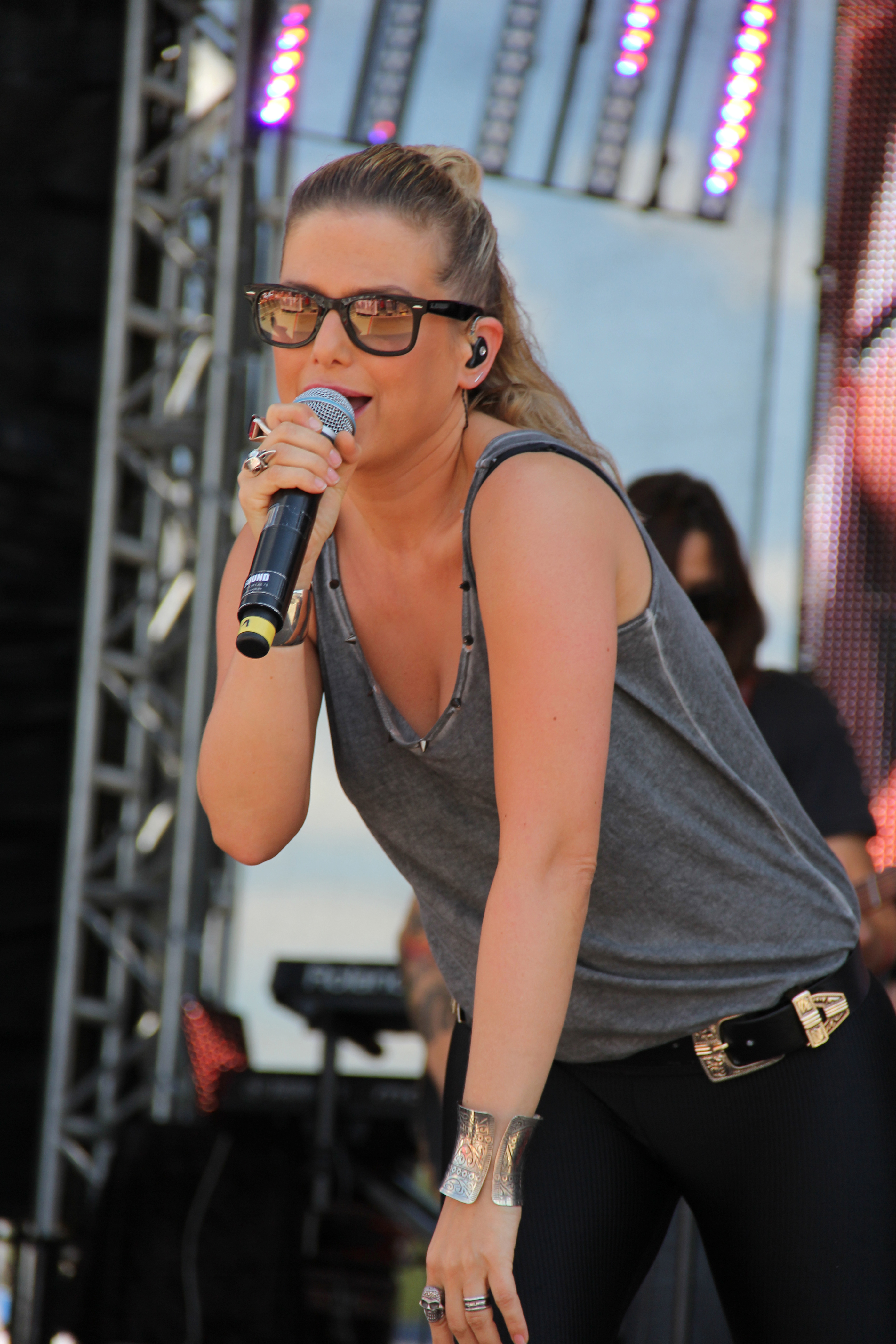
Jeanette Biedermann al Cannstatter Wasen di Stoccarda nel 2016

Figlia unica di Bernd e Marion Biedermann, è stata una bambina prodigio, avendo iniziato artisticamente a soli sei anni sul palco del Circo Lilliput, dove faceva parte di una troupe di acrobati.
Dopo il suo diploma ha intrapreso una formazione professionale come parrucchiera. Nel 1999, tuttavia, ha partecipato e ha vinto il Bild-Schlagerwettbewerb affermandosi su 270.000 altri concorrenti. Subito dopo ha inciso il suo primo singolo, Das TUT Unheimlich Weh, che fino ad oggi rimane il suo unico pezzo cantato interamente in lingua tedesca.
In seguito ha intrapreso la carriera d'attrice nella popolare soap opera tedesca Gute Zeiten, schlechte Zeiten, dove ha svolto il ruolo di Maria Balzer dal 2000 al 2004.
Nel 2000 ha inciso il suo primo singolo in inglese, Go Back, che è entrato nella top 10 tedesca, trainando al successo l'album di debutto Enjoy, che è stato certificato Disco d'Oro. L'anno successivo Jeanette ha vinto un "Echo" come "Artista Femminile Nazionale". Il suo secondo album, Delicious, è uscito poco dopo, ed ha ricevuto anch'esso il Disco d'Oro.
Nel 2002, la Biedermann ha pubblicato il suo terzo album Rock My Life, che ha raggiunto la posizione numero 7 nella hit parade tedesca. Anche questo è stato proclamato Disco d'Oro.
Altri singoli estratti dall'album sono It's Over Now e Right Now, che hanno raggiunto entrambi la Top 10.
Nel novembre 2003 ha inciso il suo quarto album in studio attraverso Break, che ha ricevuto il Disco di Platino. L'album Rockin 'sul cielo della Terra ha raggiunto la posizione numero 3 sul mercato tedesco. Nella primavera del 2004 ha iniziato Break On Through Tour, il suo più grande tour.
Naked Truth è uscito nel marzo 2006, inclusi i contributi dell'allora fidanzato Jörg Weissenberg. L'album ha raggiunto un modesto successo, uscendo fuori subito dalla Top 50: è stato promosso da un piccolo tour dal vivo, il Bad Girls Club, che ha attraversato otto città tedesche.
Nel 2009 Jeanette ha pubblicato il suo nuovo album Undress to the Beat che segna una svolta verso il pop elettronico. In Germania e Austria il singolo omonimo che dà il nome all'album esce il 27 febbraio 2009, mentre l'album il 20 marzo.

## Vita privata
Nell'estate del 2012 ha sposato Jörg Weisselberg, il chitarrista della sua band.

## Discografia parziale

### Album
- 2000 - Enjoy!
- 2001 - Delicious
- 2002 - Rock My Life
- 2003 - Break on Through
- 2004 - Merry Christmas
- 2006 - Naked Truth
- 2009 - Undress to the Beat

## Filmografia parziale
- Gute Zeiten, schlechte Zeiten (1999-2004, soap opera)
- Tatort: Schelbrand (2006, film TV)
- Anna und die Liebe (2008-2012, soap opera)